# Veterinární epidemiologie
Veterinární epidemiologie je ta část epidemiologie, která se zabývá nemocemi zvířat. Má stejnou historii, metodologii i kauzalitu jako epidemiologie, ale vyučuje se na jiných univerzitách, používá praktiky specifické pouze pro zvířata: utrácení jedinců, likvidace celých chovů, příkazy, zákazy a nařízení bránící ve volném pohybu zvířat, karanténní opatření respektive technologickou separaci a izolaci skupin zvířat, celých chovů.

## Historie
Humánní a veterinární lékařství kráčelo dlouhá staletí pospolu, respektive humánní lékaři léčili zvířata stejně jako lidi. Zrod veterinářů započal v armádách, kde měli za úkol udržovat jezdectvo bojeschopné. Zatímco o neinfekční nemoci koní se starali kováři a podkováři, velitelé jezdeckých oddílů bojovali s infekčními nemocemi. Hlavní metodou bylo stanovit diagnózu, pokud se jednalo o nákazu jako vozhřivka, antrax, tetanus či jiné nebezpečné onemocnění, pacienta utratit, ostatní koně od něj izolovat. Vznikaly seznamy velmi nebezpečných nákaz, pak seznamy nebezpečných nákaz, ostatních nákaz. Každá kategorie měla své přesné postupy, mezi které patřilo i uzavírání obcí, likvidace a vypalování celých chovů.
Metodické pokyny vojenských veterinárních oddílů daly vznik veterinární epidemiologii. Zatímco humánní epidemiologové počítali rizika nemoci a snažili se je minimalizovat, veterináři válčili s patogenem. Obě metody jsou dodnes platnou součástí veterinární epidemiologie.
Specializované veterinární university začaly vznikat již v 18. století, ale teprve ve 20. století se začal u veřejnosti prosazovat zvyk, že zvířata mají léčit veterináři. Na území Čech, Moravy, Slezska, Slovenska a Zakarpatské Ukrajiny vznikla první vysoká veterinární škola až se založením ČSR, tedy v roce 1918. Do té doby byla výuka veteriny součástí humánní medicíny (univerzita v Praze a Olomouci).

## Specifika veterinární epidemiologie
Epidemiologové studují infekční i neinfekční nemoci, odhalují rizika úrazů i mentálních onemocnění.
Veterinární epidemiologie má dva historické základy: Armádní řády pro boj s infekčními nemocemi zvířat (koní). Obecné poznatky epidemiologie.
Armády vysvětlovaly nemoc jako epidemiologickou triádu.
Epidemiologové vysvětlují nemoc jako kauzalitu příčiny a následku, respektive exposure risk a outcome, mezi nimi je asociace, kterou lze vyčíslit.
Zatímco epidemiologický koncept je univerzální, platí na všechny nemoci, koncepce vojenské veterinární služby platí jen na epidemie. Hledat patogen a snažit se ho zničit, je vojenské pojetí nemoci. Epidemiologové patogen nehledají, odstraňují rizika, z nichž ani jedno není patogen.
Na společenská zvířata můžeme beze zbytku převzít pohled humánních lékařů.
U hospodářských zvířat musíme přijmout jiné priority. V první řadě se snažíme chránit lidskou populaci, poté chránit hospodářství, poté zajistit ekonomickou prosperitu chovatele. Ekonomický pohled na chov je podmínkou, bez které by chovy zanikly.

## Metody veterinární epidemiologie
- Vzorkování populace stanoví, zda je zkoumaná nemoc přítomna a jaká je její prevalence.
- Validita laboratorního testu umožní přepočítat naměřené hodnoty na skutečné.
- Pravděpodobnost onemocnění stanoví, zda je konkrétní jedinec nemocný (například LR nomogram).
- Kontrolní program má za úkol odhalit nemoc v populaci.
- Manažerský plán pro chovatele stanoví metodiku, jakou se má chov nemoci zbavit.
- Certifikační program určí testy, které musí být prováděny, aby byl chov považován za prostý konkrétní nemoci.

Veterinární epidemiologie není samostatná věda, je malou částí epidemiologie.